# 35-ös busz (Pécs)
A pécsi 35-ös jelzésű autóbusz a Misinatető és a Főpályaudvar között közlekedik. Mivel a vonalon igen meredek szakaszok és éles kanyarok vannak, csak szóló busz közlekedhet.

## Története
1946. szeptember 28-án indult az első árat a Széchenyi térről a Hotel Kikelet-hez, amit 1948-ban meghosszabbítottak a Dömörkapuig. Ez a járat volt az akkori 34-es számú járat. Majd a Széchenyi téri végállomás megszűnésével a járat végállomása átkerül a Kossuth térre. Az 1960-as években már a Misináig közlekedtek a járatok, 35-ös számmal. 1973-ban hozták létre a jelenlegi misinatetői végállomást, a Pécsi tévétorony építésével együtt. 1985. november 1-jén a Kossuth téri végállomás megszűnik, eztán a járat a Főpályaudvarról indul. 1992. december 1. óta közlekedik a jelenlegi útvonalán, a Széchenyi tér helyett a Kórház tér felé.
2016. június 16-án a 35-ös busz megszűnt, a korábbi 35Y járat 35-ös jelzéssel közlekedik.

## Útvonala
| Főpályaudvar → Alagút → Szanatórium → Misinatető | Misinatető → Alagút → Főpályaudvar |
| --- | --- |
| Főpályaudvar – Szabadság utca – Rákóczi út – Klimó György utca – Aradi vértanúk útja – Alagút – Hunyadi János utca – Málics Ottó utca – Ángyán János utca – Bárány út – Szanatórium, forduló – Bárány út – Ángyán János utca – Entz Béla út – Misinatető | Misinatető – Entz Béla út – Ángyán János utca – Málics Ottó utca – Hunyadi János utca – Aradi vértanúk útja – Klimó György utca – Rákóczi út – Szabadság utca – Főpályaudvar |

## Megállóhelyei
| 35 (Főpályaudvar – Misinatető) |                         |          | |                                                                              |
| Perc (↓)                       | Megállóhely             | Perc (↑) | Megállóhelyet érintő járatok | Létesítmények                                                                |
| 0                              | Főpályaudvar végállomás | 21       | 3, 3E, 4, 4Y, 6, 6E, 7, 7Y, 8, 13, 13E, 13Y, 14, 14Y, 15, 15A, 20, 30, 31, 32, 32Y, 33, 34, 34Y, 35, 35Y, 36, 37, 38, 38Y, 39, 40, 41, 41E, 41Y, 42, 42Y, 43, 44, 46, 47, 73, 73Y, 104, 104A, 104E, 104Y, 130, 130A, 140 · Helyközi autóbuszok · Főpályaudvar | Vasútállomás, MÁV Területi Igazgatósága, Autóbusz-állomás                    |
| 2                              | Zsolnay-szobor          | 18       | 2, 2A, 2E, 3, 3E, 6, 6E, 7, 7Y, 8, 13Y, 14, 14Y, 22, 23, 23Y, 24, 25, 26, 26A, 27, 27Y, 28, 28A, 28Y, 29, 30, 31, 32, 32Y, 34, 34Y, 35, 35Y, 36, 37, 38, 38Y, 39, 40, 44, 46, 47, 73, 73Y, 102, 102Y, 103, 107E, 109E, 130, 140                               | Postapalota, OTP, ÁNTSZ, Pécsi ítélőtábla, Pécsi törvényszék, Zsolnay-szobor |
| 3                              | Kórház tér              | 16       | 2, 2A, 2E, 25, 26, 26A, 27, 27Y, 28, 28A, 28Y, 29, 30, 31, 32, 32Y, 34, 34Y, 35, 35Y, 36, 37, 44, 46, 47, 102, 102Y, 103, 107E, 109E, 130 | Megyei Kórház, Jakováli Hasszán dzsámija, Hotel Pátria                       |
| 5                              | Barbakán                | 14       | 30, 30Y, 31, 32, 32Y, 34, 34Y, 35, 35Y, 36, 103, 130 | Pécsi székesegyház, Barbakán, Ókeresztény sírkamrák, Püspöki palota (Pécs)   |
| 7                              | Alagút                  | 11       | 30Y, 32, 32Y, 33, 34, 35 | Kálvária                                                                     |
| 9                              | Pálosok                 | 10       | 31, 32, 32Y, 33, 34, 34Y, 35, 35Y | Pálos templom, Victor Vasarely: Jel-szobor                                   |
| 10                             | Mecsek kapu             | ∫        | 34, 34Y, 35, 35Y |                                                                              |
| 13                             | Kőbánya                 | 7        | 34, 34Y, 35, 35Y | Makrisz Agamemnon: Niké-szobor                                               |
| 16                             | Hotel Kikelet           | 5        | 34, 34Y, 35, 35Y | Hotel Kikelet                                                                |
| 17                             | Állatkert               | 3        | 34, 34Y, 35, 35Y | Állatkert, Mecseki kisvasút                                                  |
| 18                             | Mandulás                | ∫        | 34, 34Y, 35, 35Y | Kemping, Mandulás                                                            |
| 19                             | Báránytető              | ∫        | 34, 34Y, 35, 35Y |                                                                              |
| 20                             | Szanatórium             | ∫        | 34, 34Y, 35, 35Y | Tüdőszanatórium                                                              |
| 21                             | Báránytető              | ∫        | 34, 34Y, 35, 35Y |                                                                              |
| 22                             | Mandulás                | ∫        | 34, 34Y, 35, 35Y | Kemping, Mandulás                                                            |
| 28                             | Misinatető végállomás   | 0        | 35, 35Y | TV-torony, Sípálya                                                           |